# Момичето на отбора
„Момичето на отбора“ (на английски: Leatherheads) е американска спортна комедия от 2008 година на режисьора Джордж Клуни, който също участва в главната си роля, и с участието на Рене Зелуегър, Джонатан Прайс и Джон Красински и се фокусира върху първите години на професионалния американски футбол.

## Дублаж
| Преводач            | Любомир Кръстев                                                                                   |
| Тонрежисьор         | Димитър Кукушев                                                                                   |
| Режисьор на дублажа | Красимир Куцупаров                                                                                |
| Озвучаващи артисти  | Ани Василева Владимир Пенев Симеон Владов Стефан Сърчаджиев-Съра Силви Стоицов Станислав Димитров |